# Latvica
Latvica es un pueblo ubicado en la municipalidad de Arilje, en el distrito de Zlatibor, Serbia.

## Superficie
Posee una superficie de 9,691 kilómetros cuadrados.

## Demografía
Hasta 2011 la población era de 293 habitantes, con una densidad de población de 30,23 habitantes por kilómetro cuadrado.